# San Luis Buena Vista
San Luis Buena Vista är en ort i Mexiko.   Den ligger i kommunen Santiago Tulantepec de Lugo Guerrero och delstaten Hidalgo, i den sydöstra delen av landet, 100 km nordost om huvudstaden Mexico City. San Luis Buena Vista ligger 2 294 meter över havet och antalet invånare är 148.
Terrängen runt San Luis Buena Vista är huvudsakligen kuperad, men norrut är den platt. Runt San Luis Buena Vista är det ganska tätbefolkat, med 90 invånare per kvadratkilometer. Närmaste större samhälle är Tulancingo, 7,2 km norr om San Luis Buena Vista. I omgivningarna runt San Luis Buena Vista växer i huvudsak blandskog.